# Néa Anchiálos flygplats
Néa Anchiálos flygplats (även: Volos flygplats) (IATA: VOL, ICAO: LGBL) (grekiska: Κρατικός Αερολιμένας Νέας Αγχιάλου) är en mindre internationell flygplats belägen nära staden Néa Anchiálos i Grekland. Den betjänar även staden Volos.